# Sutterella parvirubra
Sutterella parvirubra es una especie de bacteria gramnegativa del género Sutterella. Fue descrita en el año 2008. Su etimología hace referencia a pequeño y rojo. Es anaerobia estricta e inmóvil. Tiene un tamaño de 0,4-1 μm de ancho por 0,4-2 μm de largo, con forma cocobacilar. Forma colonias circulares, planas y traslúcidas en agar GAM tras 2 días de incubación. Catalasa y oxidasa negativas. Tiene un contenido de G+C de 64,1-64,5%. Se ha aislado de heces humanas en Japón. 